# Acropora elegans
Espèce
Statut de conservation UICN

 VU A4cde : Vulnérable
Statut CITES
Acropora elegans est une espèce de coraux appartenant à la famille des Acroporidae.